# White House (Plantage)

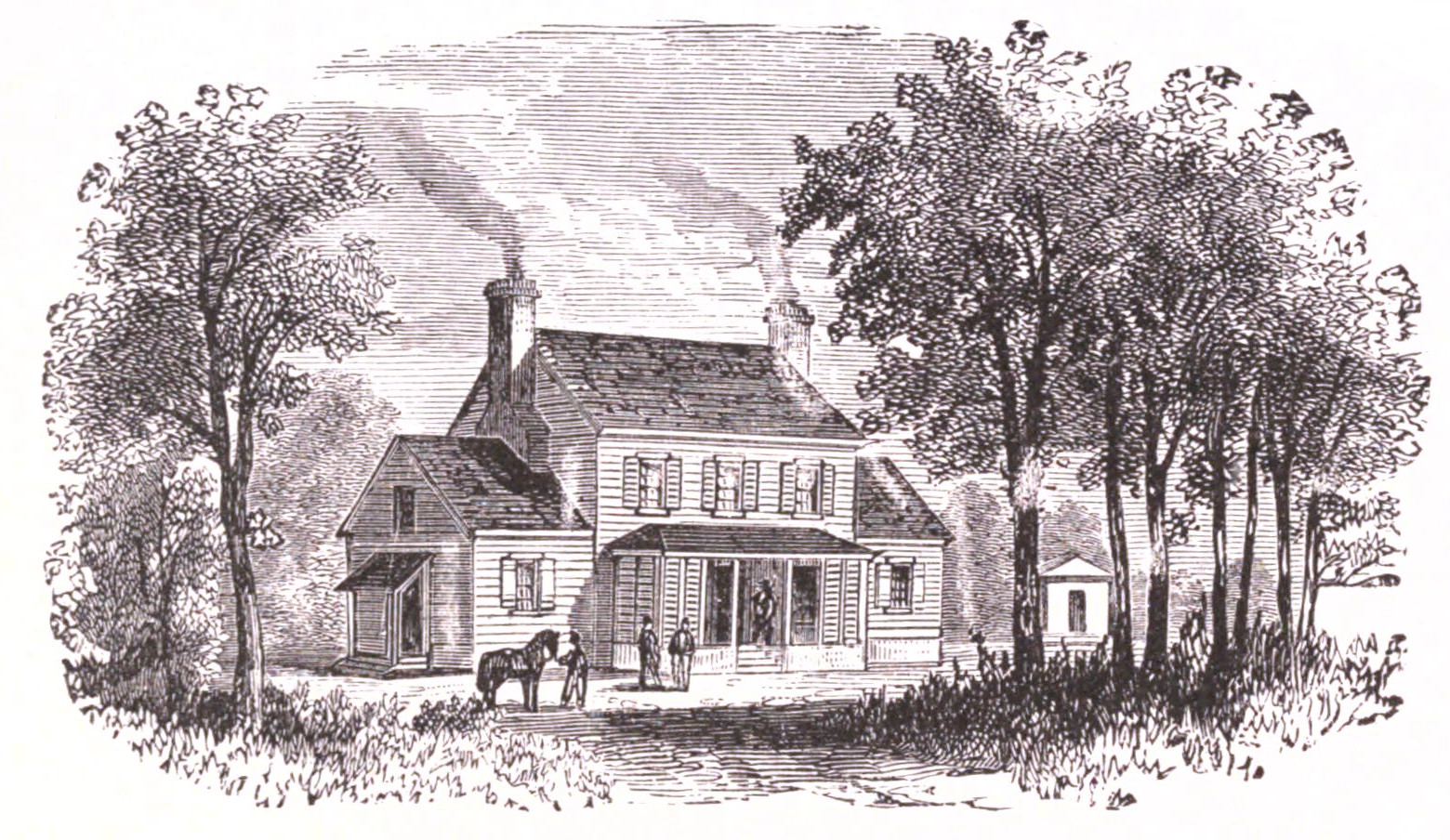
White House nach dem Bürgerkrieg

White House ist eine Plantage aus dem 18. Jahrhundert am Pamunkey River in der Nähe von White House in New Kent County (Virginia). Es war der Wohnsitz von Martha Dandridge Custis (1731–1802) und Daniel Parke Custis (1711–1757), nachdem sie 1750 geheiratet hatten. Sie hatten vier Kinder, von denen zwei die Kindheit überlebten. Daniel Parke Custis, der 20 Jahre älter war als Martha Dandridge Custis, starb im Jahre 1757.

## Die Jahre vor dem Bürgerkrieg
Die reiche Witwe Martha Custis wurde umworben von George Washington, den sie schließlich im Jahre 1759 heiratete. Kurz darauf gab er seinen Posten bei der Virginia Military Commission auf und sie zogen auf das Anwesen Mount Vernon in Fairfax County.
George und Martha Washington hatten keine Kinder, aber sie zogen die beiden überlebenden Kinder aus Marthas ersten Ehe groß. Marthas Sohn John Parke „Jacky“ Custis (1754–1781) heiratete Eleanor Calvert am 3. Februar 1774. Das Paar zog danach nach White House. Nachdem das Paar über zwei Jahre in White House gelebt hatte, kaufte John Parke Custis die Abingdon Plantage, wo das Paar 1778 hinzog.
John Parke Custis starb im Jahre 1781 während der Belagerung von Yorktown. Martha und George Washington nahmen dann dessen beide jüngeren Kinder, Eleanor Parke Custis (später Lewis) und George Washington Parke Custis zu sich. George Washington wurde der erste Präsident der Vereinigten Staaten und seine Frau Martha die erste First Lady der Nation, bekannt als „Lady Washington“. Der Titel der First Lady wurde danach traditionell der Frau des Präsidenten gegeben.
Im Jahr 1802 begann George Washington Parke Custis im District of Columbia mit dem Bau von Arlington House, in der Absicht für seinen Stiefgroßvater (und Adoptivvater), George Washington, der 1799 gestorben war, ein Denkmal zu errichten. Arlington wurde später das Heim seiner Tochter Mary Anna Randolph Custis die 1831 Robert E. Lee heiratete. Robert E. und Maria Anna Custis Lee hatte sieben Kinder, von denen drei Jungen und drei Mädchen das Erwachsenenalter erreichte. Ihr zweiter Sohn William Henry Fitzhugh Lee „Rooney“, der in Harvard ausgebildet worden war, folgte zunächst den Fußstapfen seines Vaters im Dienst der US-Armee, zog sich jedoch im Jahre 1859 aus der Armee zurück und wurde Pflanzer. Rooney Lee zog nach White House, das er von seinem Großvater, der im Jahre 1857 gestorben war, geerbt hatte. Er heiratete Charlotte Wickham, eine Nachkommin des Anwalts John Wickham. Sie hatten zwei Kinder, die beide im Säuglingsalter starben. Seine Frau Charlotte starb im Jahre 1863. Das Herrenhaus der White-House-Plantage, brannte im Jahre 1862 ab. Es war das zweite von drei Gebäuden, dass an dieser Stelle durch ein Feuer zerstört wurde.

## Die Jahre während des Bürgerkriegs
Als der Bürgerkrieg 1861 ausbrach, trat Virginia den neu gegründeten Konföderierten Staaten von Amerika bei. Robert E. Lee erhielt von US-Präsident Abraham Lincoln das Kommando über alle Unionskräfte angeboten, aber er nahm seinen Abschied zu Gunsten seines Heimatstaates Virginia. Seine drei Söhne schlossen sich ihm im Dienst für die Konföderierten an.
Robert E. Lees Frau litt unter rheumatischer Arthritis, was sie mit zunehmendem Alter schwächte. 1861 war sie auf einen Rollstuhl angewiesen. Zu Beginn des Krieges verließen sie und ihre Töchter Arlington House und befanden sich gerade auf der Plantage ihres Sohnes Rooney White House, als die Unionstruppen unter General George B. McClellan White House zu ihrer Nachschubbasis machten, während des Halbinsel-Feldzuges im Jahr 1862, einem schließlich gescheiterten Versuch, die Hauptstadt der Konföderierten Richmond einzunehmen. General McClellan traf Vorkehrungen für eine sichere Passage durch die Unionslinien für Mrs. Lee und sie zog nach Richmond, wo sie für die Dauer des Krieges in der 707 E. Franklin Street wohnte (in einem noch heute erhaltenen Haus).
Während des Halbinselfeldzuges diente Frederick Law Olmsted, der Gestalter des New Yorker Central Park, als Executive Secretary der US Sanitary Commission, einem Vorläufer des Roten Kreuzes in Washington DC, die in der Union während des Bürgerkrieges die Verwundeten pflegten. Olmsted leitete die medizinische Versorgung der Kranken und Verwundeten im White House, bis McClellan mit seinen Truppen während der Sieben-Tage-Schlacht weiter zog und sein Hauptquartier nach Harrisons Landing am James River verlagerte. Das Herrenhaus der White-House-Plantage wurde niedergebrannt.

## Nach dem Bürgerkrieg
Rooney Lee verlor seine Frau und Kinder während des Krieges, wurde nach der Schlacht von Brandy Station gefangen genommen und kam als Kriegsgefangener nach New York. Nach dem Krieg kehrte Rooney zur White-House-Plantage zurück. Im Jahre 1867 heiratete er erneut. Mit seiner zweiten Frau Mary Tab Bolling Lee hatte er mehrere Kinder. In der Nähe lebte auch sein jüngerer Bruder Robert E. Lee, Jr. auf der Romancoke Plantage in King William County.
Nach dem Tod seiner Mutter im Jahre 1873 erbte Rooney den Besitz Ravensworth, einen alten Familienbesitz der Fitzhughs (nahe dem heutigen Springfield) in Fairfax County mit 563 Acre (2,28 km²) Land. 1874 zog er von der White-House-Plantage dorthin.
Rooney Lee wurde 1875 in den Senat von Virginia gewählte und diente dort bis 1878. 1887 wurde er dann als Demokrat in das US-Repräsentantenhaus gewählt und hatte diesen Sitz bis zu seinem Tod in Ravensworth 1891. Er wurde mit seinen Eltern und Geschwistern beigesetzt in der Lee Chapel der Washington and Lee University in Lexington, Virginia.

## Verbindung zum Weißen Haus
Obwohl George Washington und seine Frau nie das heute als Amtssitz des Präsidenten bekannte Weiße Haus in Washington, DC bewohnten, begann der Bau des Gebäudes während seiner Amtszeit, und es wird spekuliert, dass der Name von der White-House-Plantage abgeleitet wurde, an welches das Paar viele angenehme Erinnerungen hatte.